# Rodrigo Álvaro Tello Valenzuela
Rodrigo Álvaro Tello Valenzuela (14 d'octubre de 1979) és un futbolista xilè.

## Selecció de Xile
Va formar part de l'equip xilè a la Copa del Món de 2010.